# Miguel Veloso
Miguel Luís Pinto Veloso (Coímbra, 11 de mayo de 1986) es un exfutbolista portugués. Jugaba de centrocampista y desde septiembre de 2024 es miembro del cuerpo técnico del Pisa S. C. de la Serie A de Italia.

## Trayectoria
Miguel Veloso, hijo del exfutbolista internacional portugués Antonio Veloso, empezó su carrera en las categorías inferiores del Sporting Clube de Portugal, pero en 2005 el equipo decidió cederle al CD Olivais e Moscavide, club que militaba en segunda división, para que coja experiencia.
En 2006 regresó a su club, el Sporting Clube de Portugal, con el que debuta en la Primera División de Portugal el 9 de septiembre. Con este equipo ha ganado 2 Copas de Portugal y 1 Supercopa.
Varios equipos de Europa estaban interesados en la contratación de Miguel Veloso, a pesar de su cláusula de rescisión, que ascendía a 30 millones de euros pero finalmente tras varios años y no concretarse nada, acabó firmando por el Génoa FC de la Serie A a cambio de Zapater (tasado en 4 millones de euros) y 10 millones de euros.
En julio de 2012, tras realizar una notable actuación en la Eurocopa 2012 con su selección, fue traspasado desde el Génova FC al Dynamo de Kiev, firmando un contrato por cuatro años con el club ucraniano.
En la temporada 2013/14 consigue su primer título con el club ucraniano, al ganar la Copa de Ucrania al Shakhtar Donetsk por 2-1.
En julio de 2016 vuelve al Genoa tras finalizar su contrato con el Dynamo Kiev.

## Selección nacional
Ha sido internacional con la selección de fútbol de Portugal en 56 ocasiones. Su debut como internacional se produjo el 13 de octubre de 2007 en un partido contra Azerbaiyán.
Fue convocado para participar en la Eurocopa de Austria y Suiza de 2008, donde disputó un encuentro. Posteriormente, participó en el Mundial de Sudáfrica de 2010 y en la Eurocopa 2012.

### Participaciones en Copas del Mundo
| Mundial                        | Sede      | Resultado        |
| ------------------------------ | --------- | ---------------- |
| Copa Mundial de Fútbol de 2010 | Sudáfrica | Octavos de final |
| Copa Mundial de Fútbol de 2014 | Brasil    | Fase de grupos   |

## Clubes
| Club                      | País     | Año       | Partidos | Goles |
| ------------------------- | -------- | --------- | -------- | ----- |
| C. D. Olivais e Moscavide | Portugal | 2005-2006 | 28       | 7     |
| Sporting C. P.            | Portugal | 2006-2010 | 165      | 13    |
| Genoa C. F. C.            | Italia   | 2010-2012 | 53       | 2     |
| F. C. Dinamo de Kiev      | Ucrania  | 2012-2016 | 127      | 14    |
| Genoa C. F. C.            | Italia   | 2016-2019 | 70       | 2     |
| Hellas Verona             | Italia   | 2019-2023 | 103      | 5     |
| Pisa S. C.                | Italia   | 2023-2024 | 28       | 1     |

## Palmarés

### Campeonatos nacionales
| Título                | Club                 | País     | Año  |
| --------------------- | -------------------- | -------- | ---- |
| Copa de Portugal      | Sporting C. P.       | Portugal | 2007 |
| Copa de Portugal      | Sporting C. P.       | Portugal | 2008 |
| Supercopa de Portugal | Sporting C. P.       | Portugal | 2008 |
| Copa de Ucrania       | F. C. Dinamo de Kiev | Ucrania  | 2014 |